# Fonction OU
La fonction OU ou OU inclusif (OR en anglais) est un opérateur logique de l'algèbre de Boole. À deux opérandes, qui peuvent avoir chacun la valeur VRAI ou FAUX, il associe un résultat qui a lui-même la valeur VRAI seulement si au moins un des deux opérandes a la valeur VRAI.

## Équation
{\displaystyle L=a+b}

## Illustration
La lampe s'allume si l'on appuie sur seulement « a » , ou sur seulement « b » , ou sur « a » et sur « b ». La fonction « OU » est caractérisée par des interrupteurs NO (normalement ouvert) montés en parallèle. 

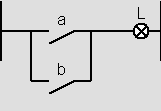
Illustration de principe de la fonction OU

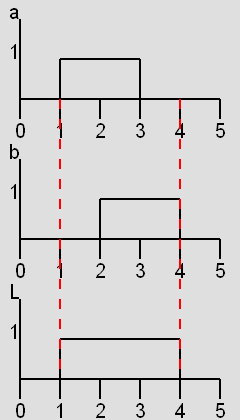
Chronogramme de la fonction OU

## Disjonction
P ∨ Q

## Exemple d'utilisation -Circuit intégré 7432
Le circuit intégré 7432 intègre quatre portes logiques du type OU.